# Boratyn (Lutsk)
Boratyn (ucraniano: Бора́тин) es un municipio rural y pueblo de Ucrania perteneciente al raión de Lutsk de la óblast de Volinia.
En 2018 el municipio tenía una población de 7483 habitantes, de los que algo más de mil vivían en la capital municipal y el resto repartidos en veintitrés pedanías. El municipio fue fundado en 2017 mediante la fusión de los consejos rurales de Boratyn, Bayiv y Promin, a los que se fueron sumando hasta 2020 los vecinos consejos rurales de Bákivtsi, Hirká Polonka, Horodyshche, Kórshiv, Lavriv y Rátniv.
Se encuentra situado en la periferia meridional de Lutsk, a orillas del río Styr y junto al límite con la óblast de Volinia.

## Historia
Se desarrolló en la segunda mitad del siglo XX como un área periférica de Lutsk, mediante la unión de tres aldeas que en el siglo XIX eran conocidas como "Boratyn Wielkie", "Boratyn Mały" y "Boratyn Czeskie". Antes de la fundación del actual municipio en 2017, Boratyn era sede de un consejo rural que únicamente incluía como pedanías a Hólyshiv, Novostav y Rovantsí.